# Echthromorpha marquisensis
Echthromorpha marquisensis là một loài tò vò trong họ Ichneumonidae.